# Draft de la NBA de 2014

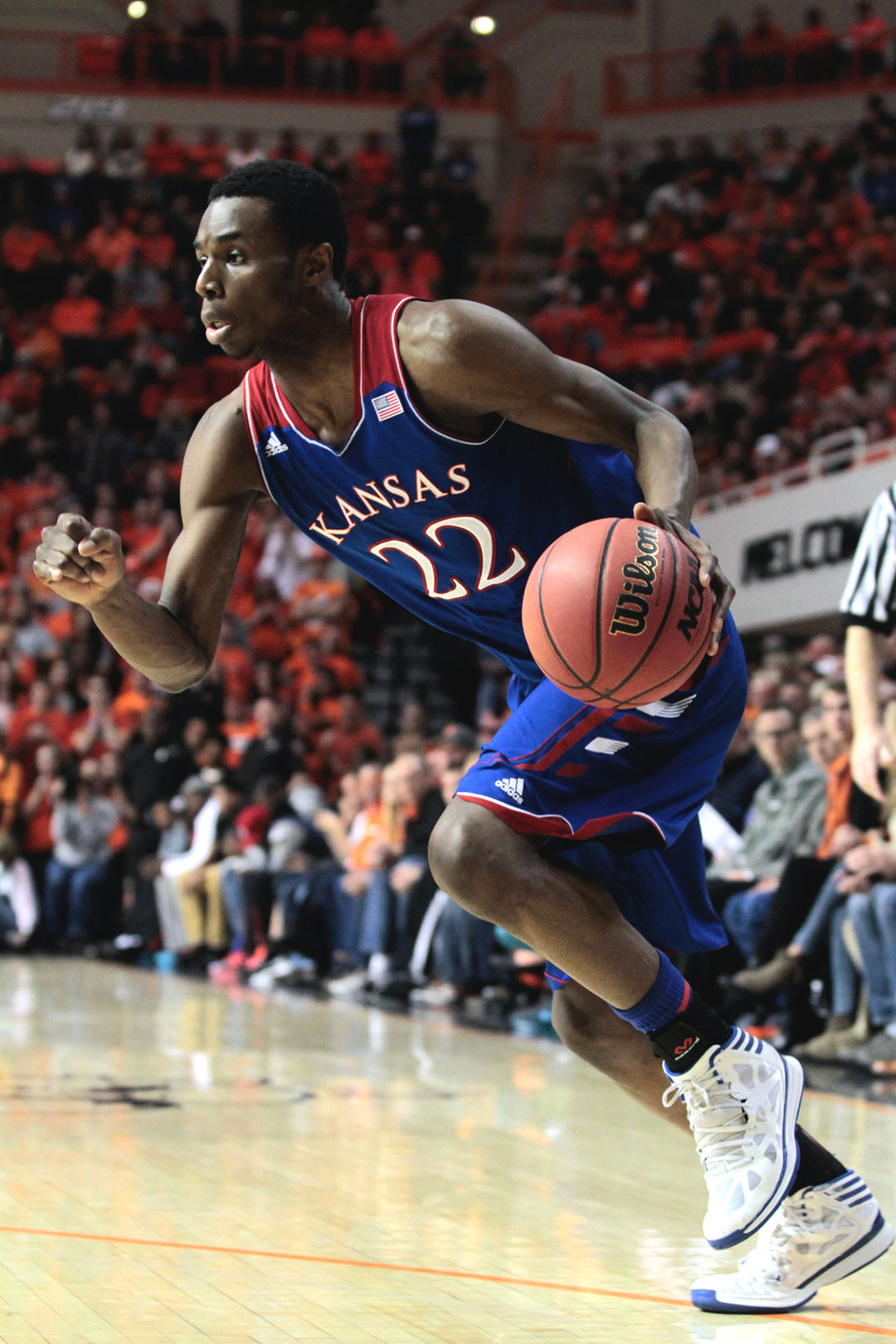
Andrew Wiggins fue seleccionado en la primera posición por los Cleveland Cavaliers

El Draft de la NBA de 2014 se celebró el jueves 26 de junio de 2014, en el Barclays Center en Brooklyn. Los equipos de la National Basketball Association (en español: Asociación Nacional de Baloncesto) (NBA) se turnaron para seleccionar a los jugadores del baloncesto universitario de los Estados Unidos y otros jugadores elegibles, incluyendo los jugadores internacionales. La lotería del draft se celebró el 20 de mayo de 2014. Los Cleveland Cavaliers ganaron la lotería del draft para hacerse con la primera selección en general del draft; esta fue la cuarta primera selección para Cleveland desde 2003. Este fue el primer draft de Charlotte bajo su apodo Hornets desde 2001 después de que el equipo original de los Hornets fue transferido a Nueva Orleans (y finalmente convertirse en los New Orleans Pelicans), Charlotte obtuvo su apodo Bobcats desde 2004 hasta 2014.
Los derechos de televisión en los Estados Unidos pertenecen a ESPN. Está considerado por muchos como uno de los draft con más jugadores en los últimos años pronosticados como futuras estrellas. Entre ellos se encuentran: Andrew Wiggins, Jabari Parker, Julius Randle, Aaron Gordon, Marcus Smart, T. J. Warren, Noah Vonleh, Joel Embiid, Tyler Ennis, y Gary Harris, además de otros talentos como el jugador australiano Dante Exum y el jugador croata Dario Šarić, quienes se declararon elegible para el draft, y Doug McDermott, que fue automáticamente elegible como graduado universitario.
Los aspectos más destacados del draft incluyeron las primeras selecciones presentadas por Adam Silver como comisionado y Mark Tatum como subcomisionado, el segundo canadiense en ser seleccionado #1 del draft (Andrew Wiggins), el primer par canadiense entre las mejores 10 selecciones (Wiggins y Nik Stauskas), el segundo par canadiense de selecciones de lotería (Wiggins y Stauskas), tres canadiense entre las 20 mejores selecciones (Wiggins, Stauskas y Tyler Ennis), el primer jugador de la NBA Development League (D-League) en ser seleccionado en la primera ronda (P. J. Hairston), la primera vez que se seleccionan a varios jugadores de la NBA Development League (G-League) en el mismo draft (Hairston y Thanasis Antetokounmpo), y el primer jugador de Cabo Verde en ser seleccionado en el draft (Walter Tavares). Además, una ovación de pie por Isaiah Austin que se produjo entre las selecciones 15 y 16 del draft, que incluía que la propia NBA celebrara una elección ceremonial para seleccionar a Austin como una forma para dejar su sueño de escuchar su nombre en el draft de la NBA hecho realidad. Casi dos meses después de que el draft terminó, Wiggins fue traspasado a los Minnesota Timberwolves como parte de un acuerdo de tres equipos que llevó a Kevin Love a Cleveland; esta fue la segunda vez desde la fusión de la NBA-ABA que una primera selección del draft no va a jugar un partido con el equipo que inicialmente le eligió.

## Selecciones del draft
| ^ | ^ | Indica jugador miembro del Basketball Hall of Fame                                                        | Indica jugador miembro del Basketball Hall of Fame                                                        | Indica jugador miembro del Basketball Hall of Fame                                                        | Indica jugador miembro del Basketball Hall of Fame                                                        | Indica jugador miembro del Basketball Hall of Fame                                                        |
| * | * | Indica jugador que ha sido seleccionado por lo menos en un All-Star Game y en el Mejor Quinteto de la NBA | Indica jugador que ha sido seleccionado por lo menos en un All-Star Game y en el Mejor Quinteto de la NBA | Indica jugador que ha sido seleccionado por lo menos en un All-Star Game y en el Mejor Quinteto de la NBA | Indica jugador que ha sido seleccionado por lo menos en un All-Star Game y en el Mejor Quinteto de la NBA | Indica jugador que ha sido seleccionado por lo menos en un All-Star Game y en el Mejor Quinteto de la NBA |
| + | + | Indica jugador que ha sido seleccionado por lo menos en un All-Star Game                                  | Indica jugador que ha sido seleccionado por lo menos en un All-Star Game                                  | Indica jugador que ha sido seleccionado por lo menos en un All-Star Game                                  | Indica jugador que ha sido seleccionado por lo menos en un All-Star Game                                  | Indica jugador que ha sido seleccionado por lo menos en un All-Star Game                                  |
| x | x | Indica jugador que ha sido seleccionado por lo menos en un Mejor Quinteto de la NBA                       | Indica jugador que ha sido seleccionado por lo menos en un Mejor Quinteto de la NBA                       | Indica jugador que ha sido seleccionado por lo menos en un Mejor Quinteto de la NBA                       | Indica jugador que ha sido seleccionado por lo menos en un Mejor Quinteto de la NBA                       | Indica jugador que ha sido seleccionado por lo menos en un Mejor Quinteto de la NBA                       |
| # | # | Indica jugador que nunca jugó en la temporada regular y los playoffs de la NBA                            | Indica jugador que nunca jugó en la temporada regular y los playoffs de la NBA                            | Indica jugador que nunca jugó en la temporada regular y los playoffs de la NBA                            | Indica jugador que nunca jugó en la temporada regular y los playoffs de la NBA                            | Indica jugador que nunca jugó en la temporada regular y los playoffs de la NBA                            |
|   |   | Indica jugador que ganó el premio al Rookie del Año de la NBA                                             | | | | |

| B | Base | E | Escolta | A | Alero | AP | Ala Pívot | P | Pívot |

### Primera ronda

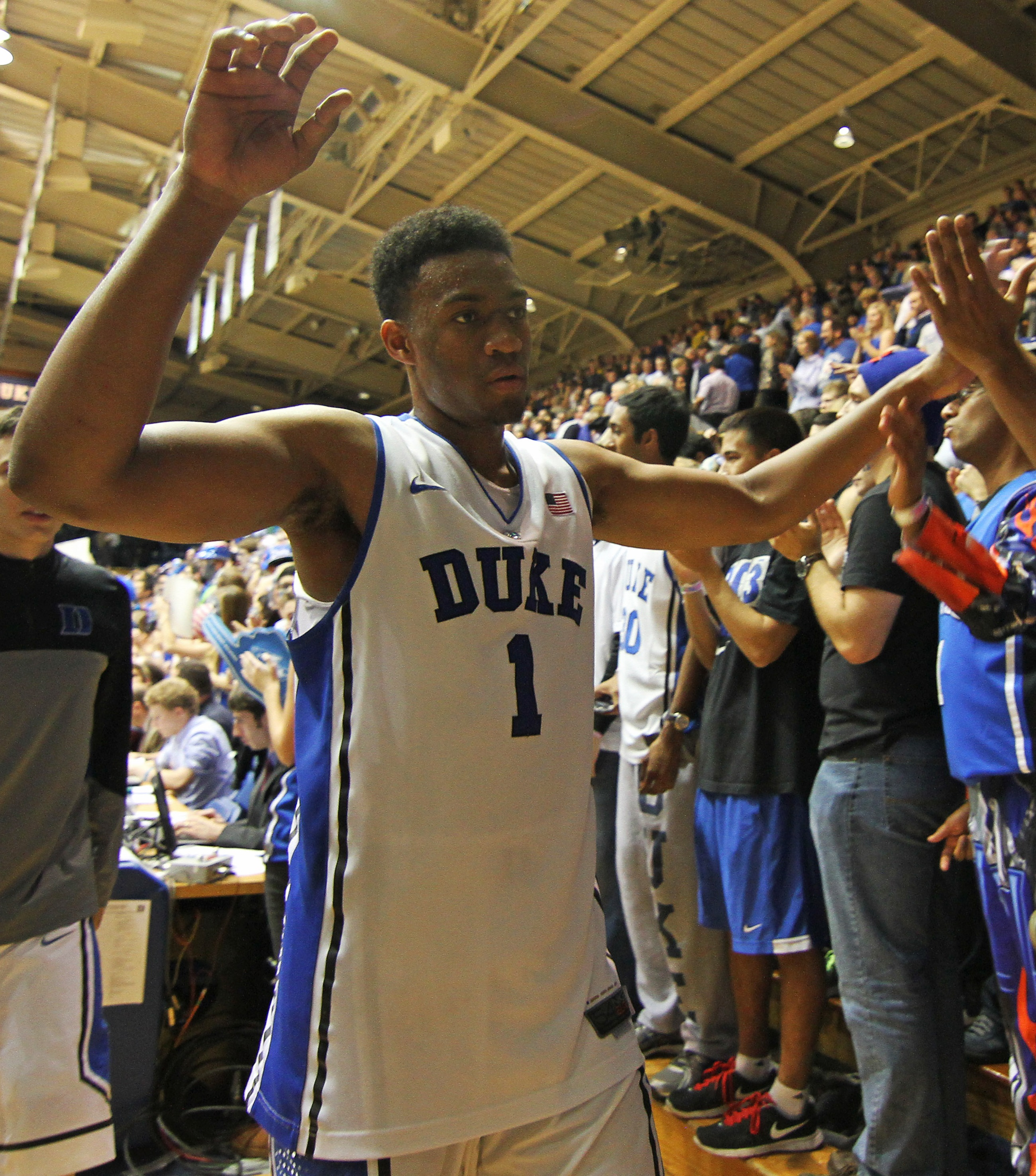
Jabari Parker fue elegido en la segunda posición por los Milwaukee Bucks.

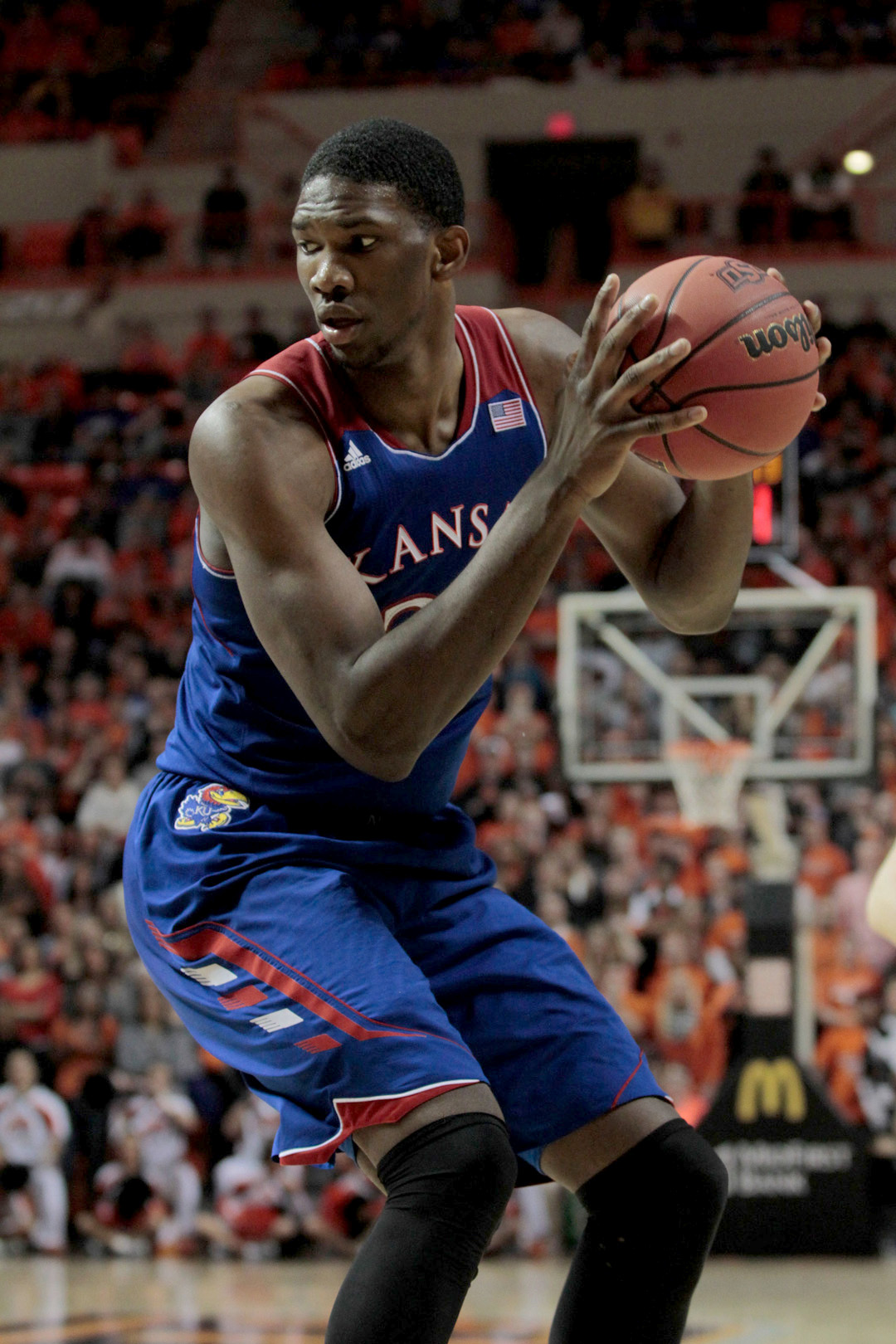
Joel Embiid fue elegido en la 3.ª posición por los Philadelphia 76ers.

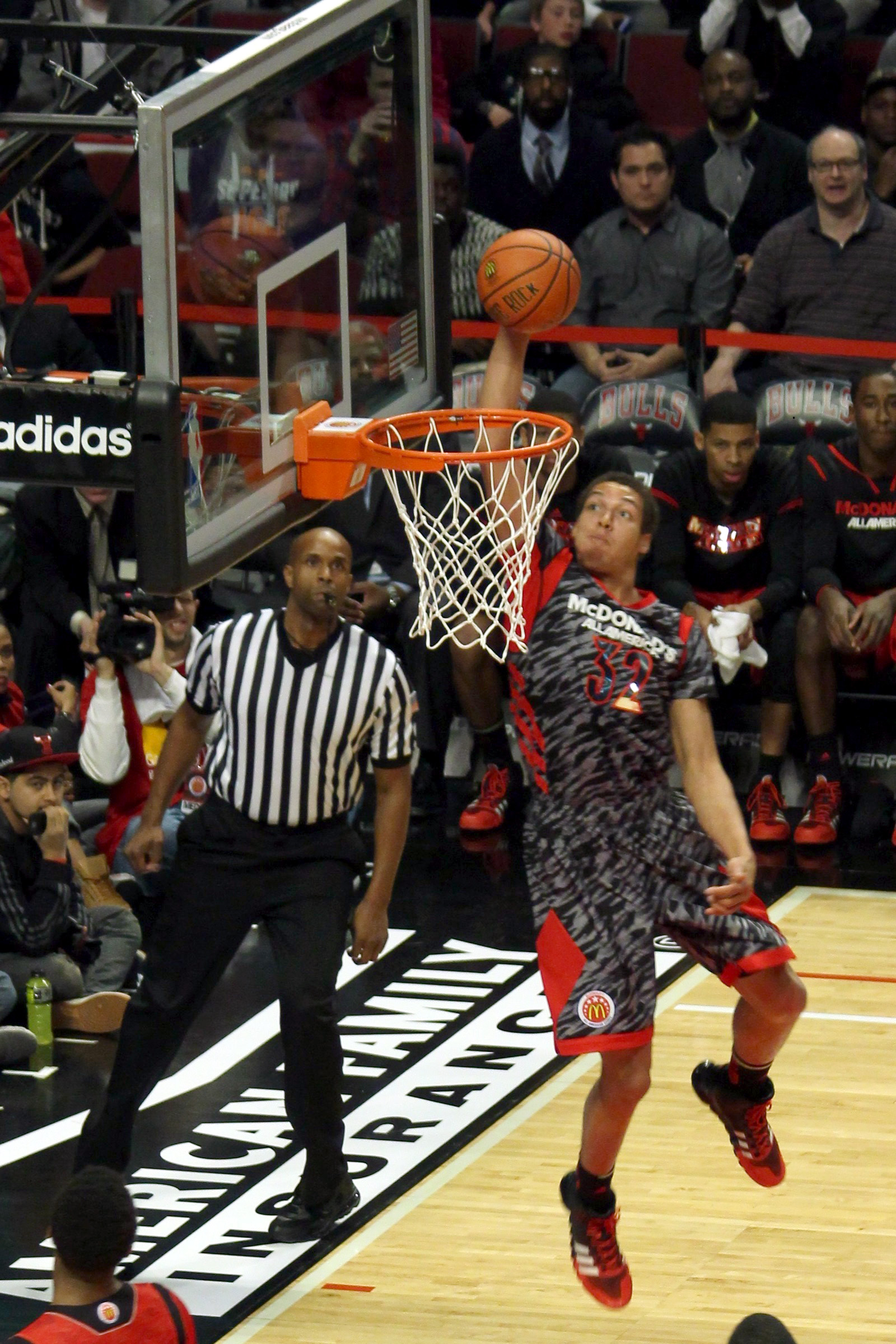
Aaron Gordon fue la 4.ª elección por los Orlando Magic.

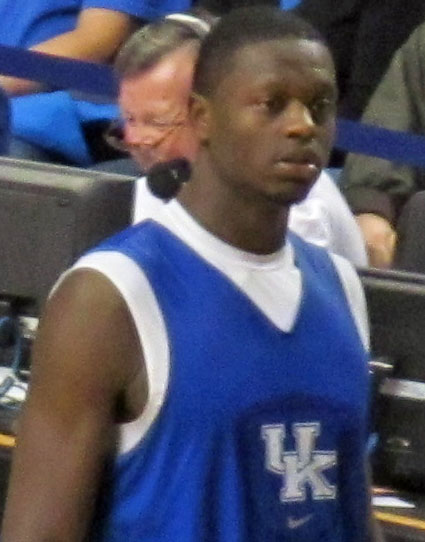
Julius Randle fue seleccionado en la 7.ª posición por Los Angeles Lakers.

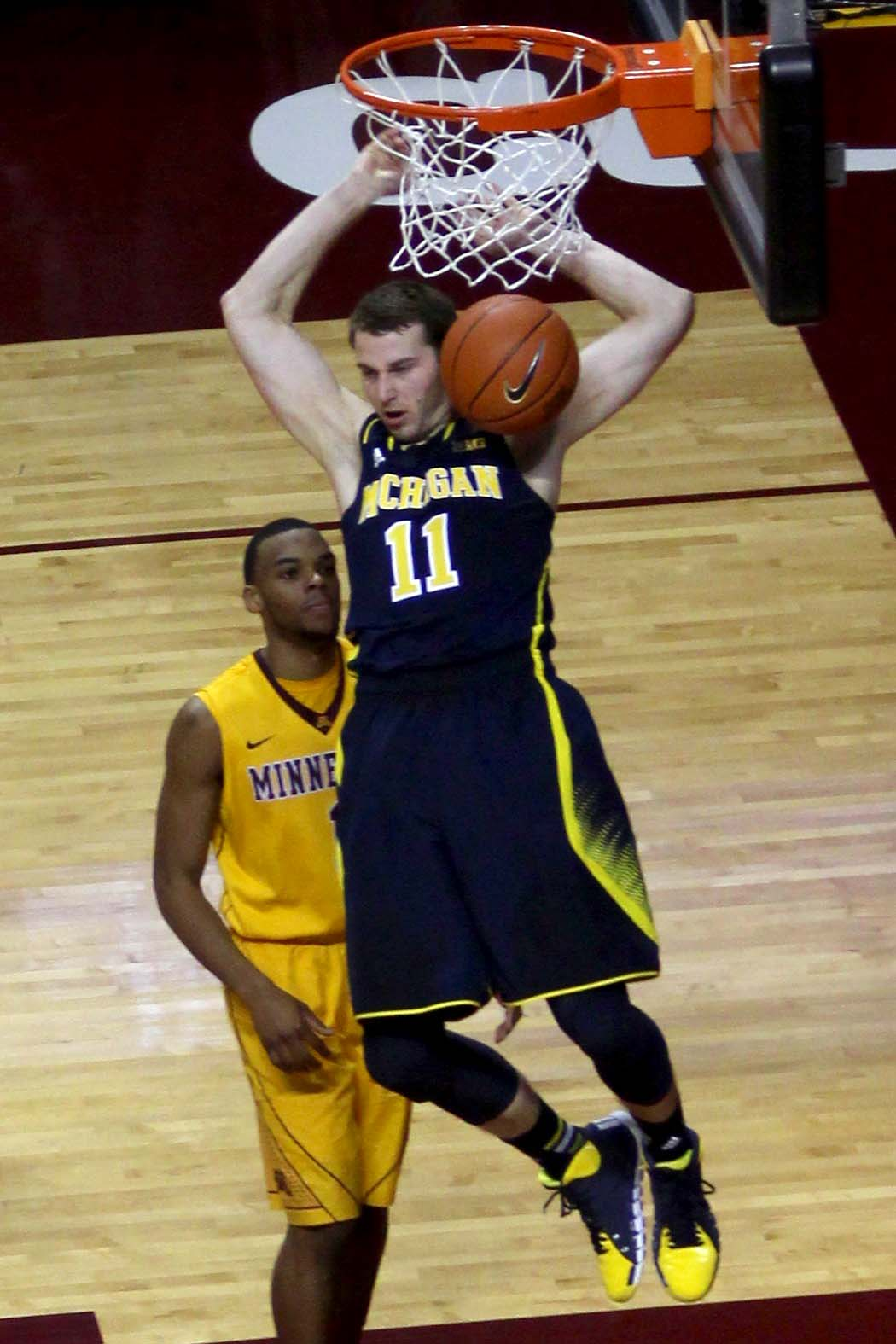
Nik Stauskas elegido 8.º por los Sacramento Kings.

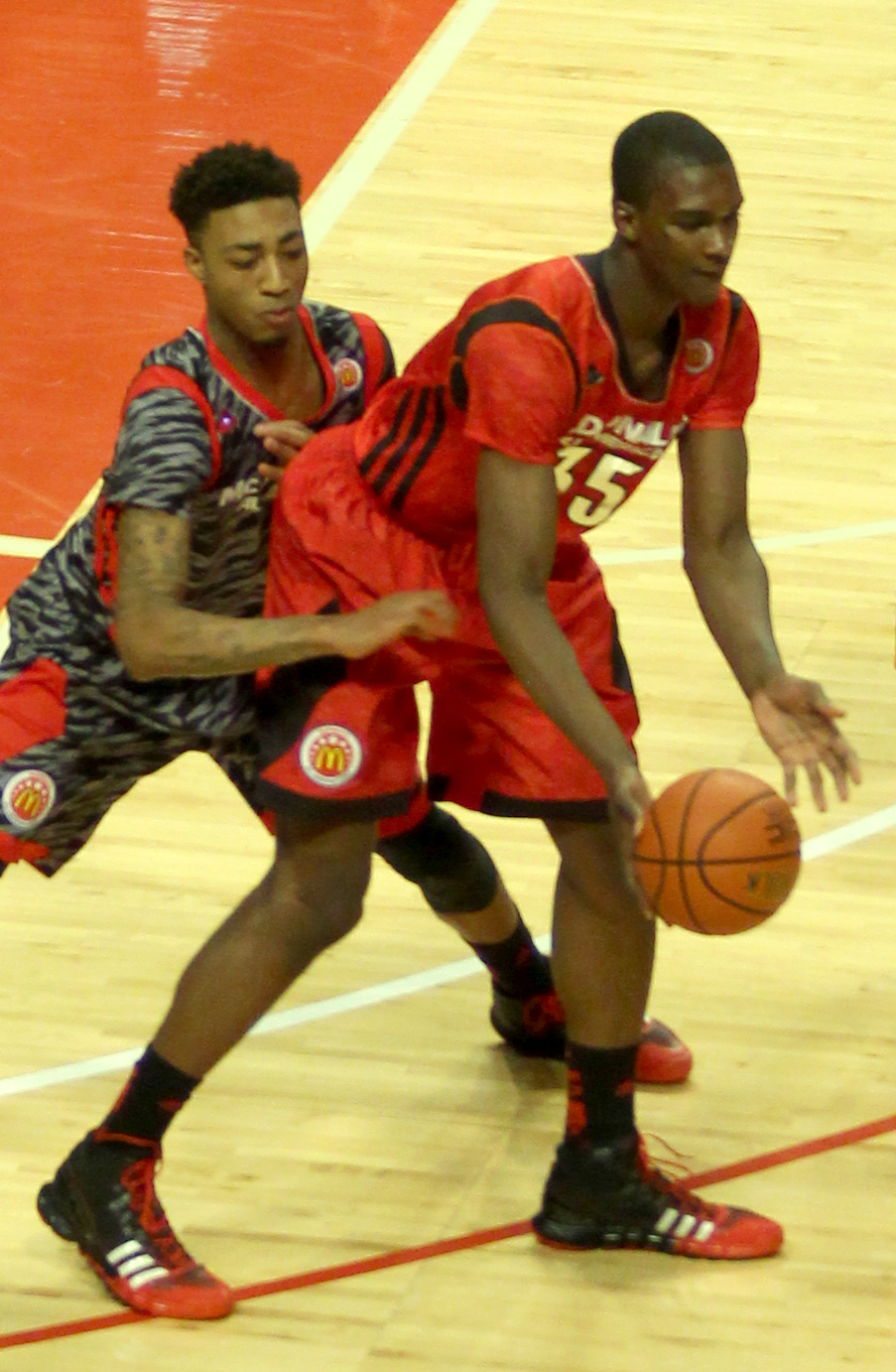
Noah Vonleh y James Young, elegido en los puestos 9 y 17 por los Charlotte Hornets y los Boston Celtics.

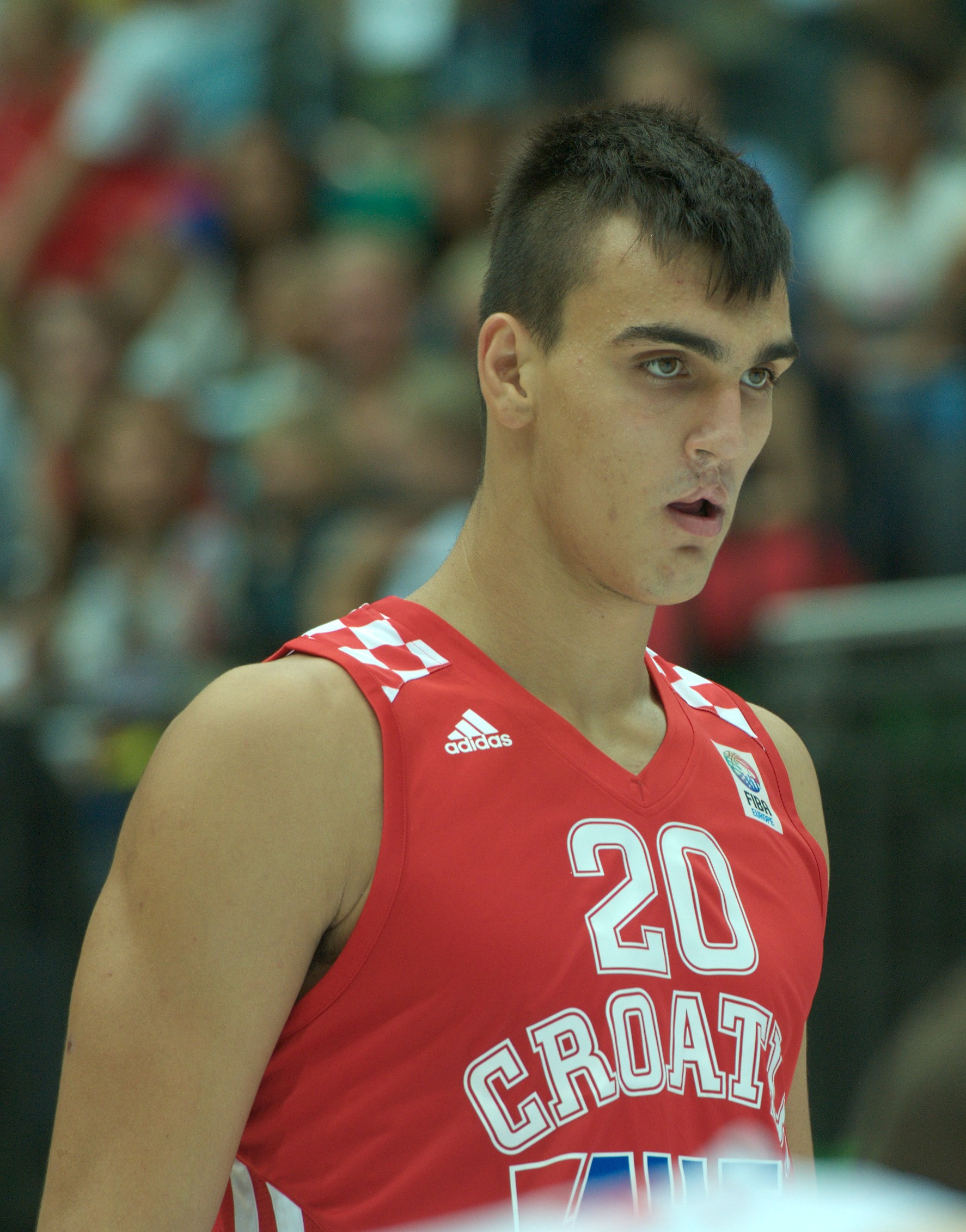
El croata Dario Šarić fue elegido en la 12.ª posición por los Orlando Magic y traspasado a Philadelphia 76ers.

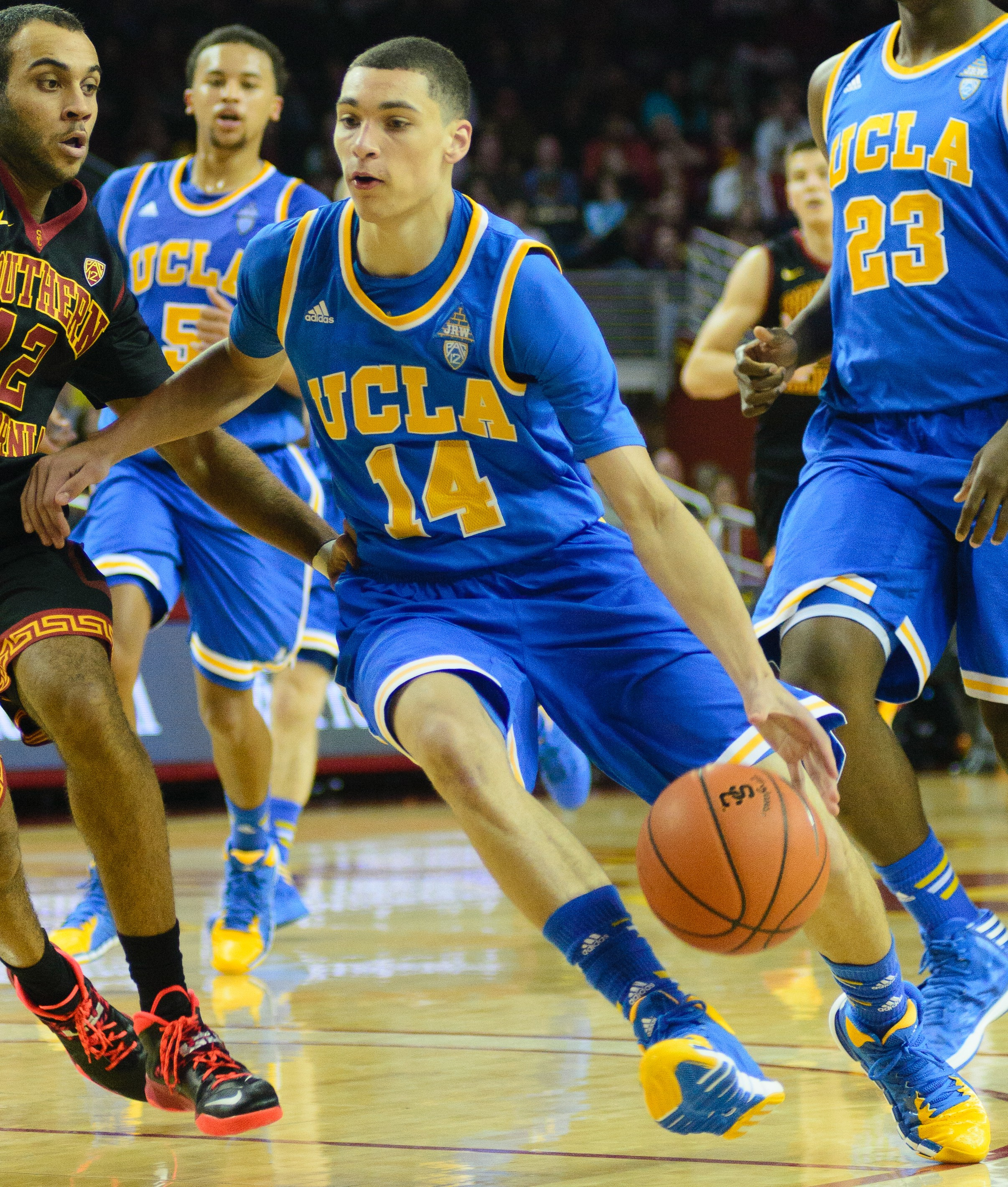
Zach LaVine fue seleccionado en la 13.ª posición por los Minnesota Timberwolves.

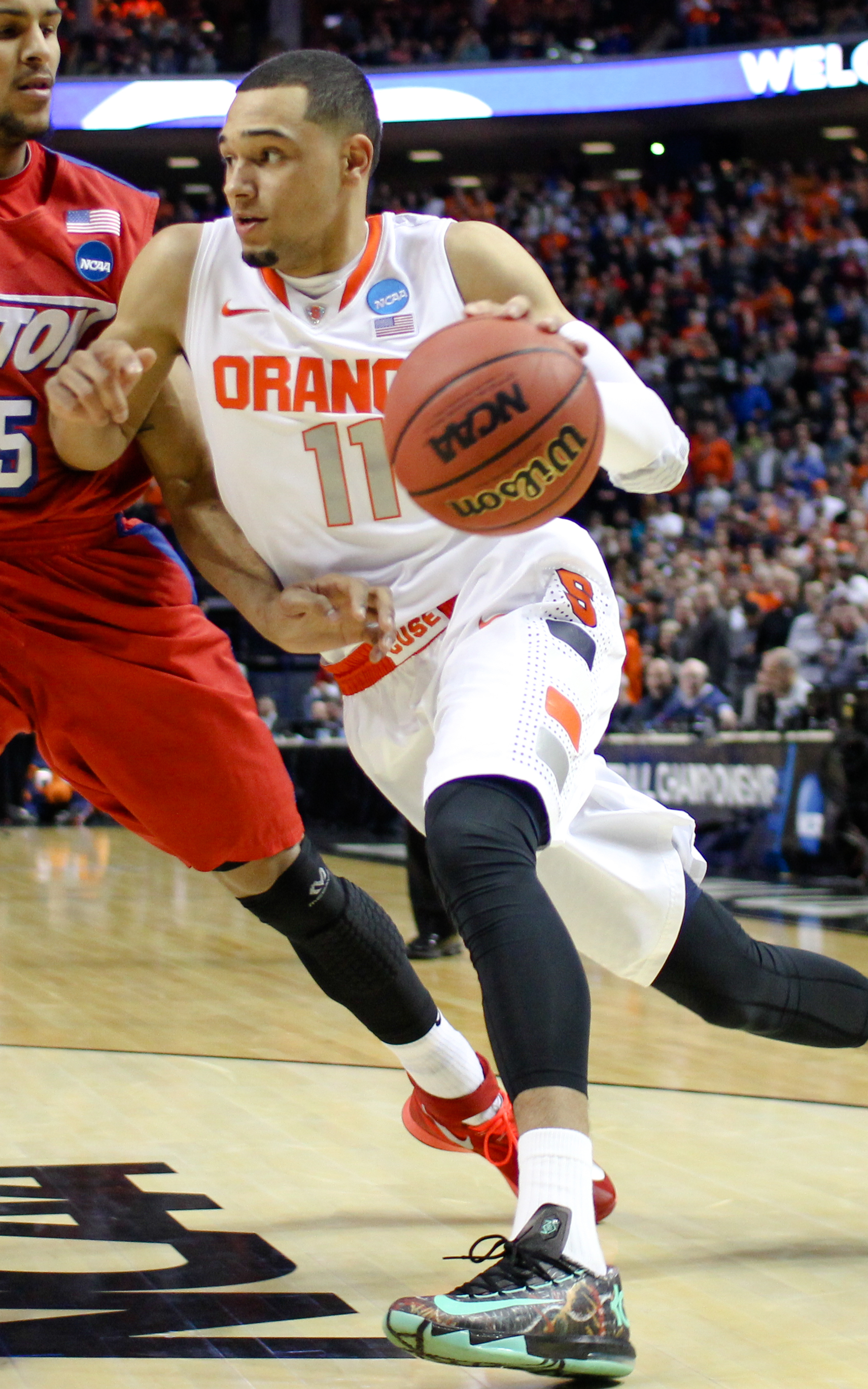
Tyler Ennis fue la elección 18 de los Phoenix Suns.

| Pick | Jugador           | Pos. | Nacionalidad         | Equipo                                                         | Universidad / Club                |
| ---- | ----------------- | ---- | -------------------- | -------------------------------------------------------------- | --------------------------------- |
| 1    | Andrew Wiggins    | A    | Canadá               | Cleveland Cavaliers                                            | Kansas (Fr.)                      |
| 2    | Jabari Parker     | A    | Estados Unidos       | Milwaukee Bucks                                                | Duke (Fr.)                        |
| 3    | Joel Embiid       | P    | Camerún              | Philadelphia 76ers                                             | Kansas (Fr.)                      |
| 4    | Aaron Gordon      | AP   | Estados Unidos       | Orlando Magic                                                  | Arizona (Fr.)                     |
| 5    | Dante Exum        | B    | Australia            | Utah Jazz                                                      | Instituto Australiano del Deporte |
| 6    | Marcus Smart      | B    | Estados Unidos       | Boston Celtics                                                 | Oklahoma State (So.)              |
| 7    | Julius Randle     | AP   | Estados Unidos       | Los Angeles Lakers                                             | Kentucky (Fr.)                    |
| 8    | Nik Stauskas      | E    | Canadá               | Sacramento Kings                                               | Michigan (So.)                    |
| 9    | Noah Vonleh       | AP   | Estados Unidos       | Charlotte Hornets (desde Detroit)                              | Indiana (Fr.)                     |
| 10   | Elfrid Payton     | B    | Estados Unidos       | Philadelphia 76ers (desde New Orleans, traspasado a Orlando)   | Louisiana-Lafayette (Jr.)         |
| 11   | Doug McDermott    | A    | Estados Unidos       | Denver Nuggets (traspasado a Chicago)                          | Creighton (Sr.)                   |
| 12   | Dario Šarić       | AP   | Croacia              | Orlando Magic (desde New York, traspasado a Philadelphia)      | Anadolu Efes (Turquía)            |
| 13   | Zach LaVine       | E    | Estados Unidos       | Minnesota Timberwolves                                         | UCLA (Fr.)                        |
| 14   | T. J. Warren      | A    | Estados Unidos       | Phoenix Suns                                                   | North Carolina State (So.)        |
| 15   | Adreian Payne     | AP   | Estados Unidos       | Atlanta Hawks                                                  | Michigan State (Sr.)              |
| 16   | Jusuf Nurkić      | P    | Bosnia y Herzegovina | Chicago Bulls (desde Charlotte, traspasado a Denver)           | Cedevita Zagreb (Croacia)         |
| 17   | James Young       | E    | Estados Unidos       | Boston Celtics (desde Brooklyn)                                | Kentucky (Fr.)                    |
| 18   | Tyler Ennis       | B    | Canadá               | Phoenix Suns (desde Washington)                                | Syracuse (So.)                    |
| 19   | Gary Harris       | E    | Estados Unidos       | Chicago Bulls (traspasado a Denver)                            | Michigan State (So.)              |
| 20   | Bruno Caboclo     | A    | Brasil               | Toronto Raptors                                                | Pinheiros (Brasil)                |
| 21   | Mitch McGary      | AP   | Estados Unidos       | Oklahoma City Thunder (desde Dallas vía L.A. Lakers y Houston) | Michigan (So.)                    |
| 22   | Jordan Adams      | E    | Estados Unidos       | Memphis Grizzlies                                              | UCLA (So.)                        |
| 23   | Rodney Hood       | A    | Estados Unidos       | Utah Jazz (desde Golden State)                                 | Duke (So.)                        |
| 24   | Shabazz Napier    | B    | Estados Unidos       | Charlotte Hornets (desde Portland, traspasado a Miami)         | Connecticut (Sr.)                 |
| 25   | Clint Capela      | P    | Suiza                | Houston Rockets                                                | Élan Chalon (Francia)             |
| 26   | P. J. Hairston    | E    | Estados Unidos       | Miami Heat (traspasado a Charlotte)                            | Texas Legends (D-League)          |
| 27   | Bogdan Bogdanović | E    | Serbia               | Phoenix Suns (desde Indiana)                                   | Partizan Belgrade (Serbia)        |
| 28   | C. J. Wilcox      | E    | Estados Unidos       | Los Angeles Clippers                                           | Washington (Sr.)                  |
| 29   | Josh Huestis      | A    | Estados Unidos       | Oklahoma City Thunder                                          | Stanford (Sr.)                    |
| 30   | Kyle Anderson     | A    | Estados Unidos       | San Antonio Spurs                                              | UCLA (So.)                        |

### Segunda ronda
| Pick | Jugador                | Pos. | Nacionalidad             | Equipo                                                                             | Universidad / Club               |
| ---- | ---------------------- | ---- | ------------------------ | ---------------------------------------------------------------------------------- | -------------------------------- |
| 31   | Damien Inglis          | A    | Francia                  | Milwaukee Bucks                                                                    | Chorale Roanne (Francia)         |
| 32   | K. J. McDaniels        | A    | Estados Unidos           | Philadelphia 76ers                                                                 | Clemson (Jr.)                    |
| 33   | Joe Harris             | E    | Estados Unidos           | Cleveland Cavaliers (desde Orlando)                                                | Virginia (Sr.)                   |
| 34   | Cleanthony Early       | A    | Estados Unidos           | New York Knicks (desde Boston vía Dallas)                                          | Wichita State (Sr.)              |
| 35   | Jarnell Stokes         | AP   | Estados Unidos           | Utah Jazz (traspasado a Memphis)                                                   | Tennessee (Jr.)                  |
| 36   | Johnny O'Bryant        | A    | Estados Unidos           | Milwaukee Bucks (desde L.A. Lakers vía Phoenix y Minnesota)                        | LSU (Jr.)                        |
| 37   | DeAndre Daniels#       | A    | Estados Unidos           | Toronto Raptors (desde Sacramento)                                                 | Connecticut (Jr.)                |
| 38   | Spencer Dinwiddie      | B    | Estados Unidos           | Detroit Pistons                                                                    | Colorado (Jr.)                   |
| 39   | Jerami Grant           | A    | Estados Unidos           | Philadelphia 76ers (desde Cleveland)                                               | Syracuse (So.)                   |
| 40   | Glenn Robinson III     | A    | Estados Unidos           | Minnesota Timberwolves (desde New Orleans)                                         | Michigan (So.)                   |
| 41   | Nikola Jokić           | P    | Serbia                   | Denver Nuggets                                                                     | Mega Vizura (Serbia)             |
| 42   | Nick Johnson           | B    | Estados Unidos           | Houston Rockets (desde New York Knicks)                                            | Arizona (Jr.)                    |
| 43   | Walter Tavares         | P    | Cabo Verde               | Atlanta Hawks                                                                      | Gran Canaria (España)            |
| 44   | Markel Brown           | E    | Estados Unidos           | Minnesota Timberwolves (traspasado a Brooklyn)                                     | Oklahoma State (Sr.)             |
| 45   | Dwight Powell          | AP   | Canadá                   | Charlotte Bobcats                                                                  | Stanford (Sr.)                   |
| 46   | Jordan Clarkson        | B    | Estados Unidos Filipinas | Washington Wizards (traspasado a L.A. Lakers)                                      | Misuri (Jr.)                     |
| 47   | Russ Smith             | B    | Estados Unidos           | Philadelphia 76ers (desde Brooklyn vía Dallas)                                     | Louisville (Sr.)                 |
| 48   | Lamar Patterson        | E    | Estados Unidos           | Milwaukee Bucks (desde Toronto vía Phoenix, traspasado a Atlanta)                  | Pittsburgh (Sr.)                 |
| 49   | Cameron Bairstow       | AP   | Australia                | Chicago Bulls                                                                      | New Mexico (Sr.)                 |
| 50   | Alec Brown#            | P    | Estados Unidos           | Phoenix Suns                                                                       | Green Bay (Sr.)                  |
| 51   | Thanasis Antetokounmpo | A    | Grecia                   | New York Knicks (desde Dallas)                                                     | Delaware 87ers (D-League)        |
| 52   | Vasilije Micić         | B    | Serbia                   | Philadelphia 76ers (desde Memphis vía Cleveland)                                   | Mega Vizura (Serbia)             |
| 53   | Alessandro Gentile#    | A    | Italia                   | Minnesota Timberwolves (desde Golden State)                                        | Olimpia Milano (Italia)          |
| 54   | Nemanja Dangubić#      | E    | Serbia                   | Philadelphia 76ers (desde Houston vía Milwaukee, traspasado a San Antonio)         | Mega Vizura (Serbia)             |
| 55   | Semaj Christon#        | B    | Estados Unidos           | Miami Heat (traspasado a Oklahoma City vía Charlotte)                              | Xavier (So.)                     |
| 56   | Roy Devyn Marble       | E    | Estados Unidos           | Denver (desde Portland traspasado a Orlando)                                       | Iowa (Sr.)                       |
| 57   | Louis Labeyrie#        | A    | Francia                  | Indiana Pacers (traspasado a New York Knicks)                                      | Paris-Levallois Basket (Francia) |
| 58   | Jordan McRae           | E    | Estados Unidos           | San Antonio Spurs (desde L.A. Clippers vía New Orleans, traspasado a Philadelphia) | Tennessee (Sr.)                  |
| 59   | Xavier Thames#         | E    | Estados Unidos           | Toronto Raptors (desde Oklahoma City vía New York Knicks, traspasado a Brooklyn)   | San Diego State (Sr.)            |
| 60   | Cory Jefferson         | AP   | Estados Unidos           | San Antonio Spurs (traspasado a Brooklyn vía Philadelphia)                         | Baylor (Sr.)                     |

## Reglas de elegibilidad
El draft se lleva a cabo bajo las reglas de elegibilidad establecidas en el nuevo acuerdo de negociación colectiva de la liga de 2011 (CBA) con su sindicato de jugadores. La CBA fue que puso fin a la huelga del 2011, instituyó cambios inmediatos en el draft, pero pidió un comité de los propietarios y los jugadores para discutir cambios en el futuro. A partir de 2013, las normas de elegibilidad básicas para el draft se enumeran a continuación.
- Todos los jugadores seleccionados deben tener al menos 19 años de edad durante el año calendario del draft. En cuanto a las fechas, los jugadores elegibles para el draft de 2014 deben haber nacido antes del 31 de diciembre de 1995.[6]
- Cualquier jugador que no sea un "jugador internacional", según se define en la CBA, debe tener al menos un año retirado de la graduación de su clase de escuela secundaria.[6] La CBA define a los "jugadores internacionales", como los jugadores que residen permanentemente fuera de los Estados Unidos durante tres años con anterioridad al draft, no completó la escuela secundaria en los Estados Unidos, y nunca se han matriculado en un colegio o universidad de los Estados Unidos.[7]

El requisito básico para la elegibilidad automática para un jugador de Estados Unidos es la terminación de su elegibilidad universitaria. Los jugadores que cumplan con la definición de la CBA "jugadores internacionales" son elegibles automáticamente si su cumpleaños 22 cae durante o antes del año de calendario del draft (es decir, nacidos en o antes del 31 de diciembre de 1991). Jugadores estadounidenses que estaban al menos un año retirado de su graduación de la escuela secundaria y que han jugado al baloncesto de las ligas menores con un equipo fuera de la NBA también son elegibles automáticamente.
Un jugador que no es automáticamente elegible debe declarar su elegibilidad para el draft mediante la notificación a las oficinas de la NBA por escrito a más tardar 60 días antes del draft. Para el draft de 2014, esta fecha cayó el 27 de abril. Después de esta fecha, los jugadores de "entrada temprana" pueden asistir a los campamentos de pre-draft de la NBA y entrenamientos individuales del equipo para mostrar sus habilidades y obtener retroalimentación sobre su posición en el draft. En virtud de la CBA, un jugador puede retirar su nombre de la consideración del draft en cualquier momento antes de la fecha de declaración final, que es diez días antes del draft. Bajo las reglas de la NCAA, los jugadores solo tendrán hasta el 16 de abril para retirarse del draft y mantener su elegibilidad universitaria.
Un jugador que ha contratado a un agente perderá su elegibilidad universitaria restante. Además, aunque la CBA permite que un jugador se retire del draft dos veces, los mandatos de la NCAA dicen que un jugador que ha declarado dos veces pierde su elegibilidad universitaria.

## Participantes
Este año, un total de 45 jugadores universitarios y 30 jugadores internacionales se declararon como candidatos de entrada temprana. El 16 de junio, la fecha límite de retirada, 18 participantes de entrada temprana se retiraron del draft, dejando a 44 jugadores universitarios y 13 jugadores internacionales como los candidatos de entrada anticipada para el draft.

### Primeros participantes
| Freshman  | Freshman  | Indica jugador de primer año  | Indica jugador de primer año  | Indica jugador de primer año  | Indica jugador de primer año  | Indica jugador de primer año  |
| Sophomore | Sophomore | Indica jugador de segundo año | Indica jugador de segundo año | Indica jugador de segundo año | Indica jugador de segundo año | Indica jugador de segundo año |
| Junior    | Junior    | Indica jugador de tercer año  | Indica jugador de tercer año  | Indica jugador de tercer año  | Indica jugador de tercer año  | Indica jugador de tercer año  |

| B | Base | E | Escolta | A | Alero | AP | Ala Pívot | P | Pívot |

#### Jugadores sin cumplir todos los ciclos universitarios
| - Jordan Adams – E, UCLA (sophomore) - William Alston – E, Condado Baltimore (sophomore) - Kyle Anderson – A, UCLA (sophomore) - Isaiah Austin – P, Baylor (sophomore) - Chane Behanan – A, Colorado State (junior) - Sim Bhullar – P, New Mexico State (sophomore) - Khem Birch – AP, UNLV (junior) - Jabari Brown – E, Misuri (junior) - Jahii Carson – B, Arizona State (sophomore) - Semaj Christon – B, Xavier (sophomore) - Jordan Clarkson – B, Misuri (junior) - DeAndre Daniels – A, Connecticut (junior) - Spencer Dinwiddie – B, Colorado (junior) - Joel Embiid – P, Kansas (freshman) - Tyler Ennis – B, Syracuse (sophomore) - Aaron Gordon – AP, Arizona (freshman) - Jerami Grant – A, Syracuse (sophomore) - Gary Harris – E, Michigan State (sophomore) - Rodney Hood – A, Duke (sophomore) - Nick Johnson – B/E, Arizona (junior) - Alex Kirk – P, New Mexico (junior) | - Zach LaVine – E, UCLA (freshman) - James Michael McAdoo – AP, North Carolina (junior) - K. J. McDaniels – A, Clemson (junior) - Mitch McGary – AP, Michigan (sophomore) - Eric Moreland – AP, Oregon State (junior) - Johnny O'Bryant III – A, LSU (junior) - Jabari Parker – A, Duke (freshman) - Elfrid Payton – B, Louisiana-Lafayette (junior) - Julius Randle – AP, Kentucky (freshman) - Glenn Robinson III – A, Michigan (sophomore) - LaQuinton Ross – A, Ohio State (junior) - Antonio Rucker – E, Clinton Junior College (sophomore) - JaKarr Sampson – A, St. John's (sophomore) - Marcus Smart – B, Oklahoma State (sophomore) - Roscoe Smith – A, UNLV (junior) - / Nik Stauskas – E, Michigan (sophomore) - Jarnell Stokes – AP, Tennessee (junior) - Noah Vonleh – AP, Indiana (freshman) - T. J. Warren – A, North Carolina State (sophomore) - Andrew Wiggins – A, Kansas (freshman) - James Young – E, Kentucky (freshman) |

#### Jugadores internacionales
| - Bruno Caboclo – A, Pinheiros (Brasil) - Clint Capela – AP, Élan Chalon (Francia) - Nemanja Dangubić – E, Mega Vizura (Serbia) - Dante Exum – B, Instituto Australiano del Deporte (Australia) - Damien Inglis – A, Chorale Roanne (Francia) - Nikola Jokić – AP/P, Mega Vizura (Serbia) - Michalis Kamperidis – AP, Filathlitikos B.C. (Grecia) - Artem Klimenko – P, Avtodor Saratov (Rusia) | - Lucas Mariano – P, Franca BC (Brasil) - Vasilije Micić – B, Mega Vizura (Serbia) - Jusuf Nurkić – P, Cedevita Zagreb (Croacia) - Bobby Ray Parks Jr. - A, NLEX Road Warriors (Filipinas) - Dario Šarić — AP, Anadolu Efes (Turquía) - Ojārs Siliņš – A, Grissin Bon Reggio Emilia (Italia) |

## Participantes elegibles automáticamente
Esta lista pretende incluir solo los jugadores que califican para elegibilidad automática a pesar de no cumplir con el criterio de los 22 años de largo alcance estándar durante el año calendario del draft para los jugadores que califican como "internacional" en virtud de la CBA, o es de cuatro años retirado de la graduación de su clase de secundaria si no califican como "internacional".
La firma de un contrato con un equipo de baloncesto profesional en una liga distinta a la NBA, junto con la prestación de servicios en virtud de ese contrato, puede desencadenar la elegibilidad automática. El criterio para la elegibilidad varía ligeramente en función de si el jugador es "internacional":
- Para los jugadores "internacionales", el contrato debe estar con un equipo fuera de la NBA no dentro de los Estados Unidos.
- Para los jugadores no internacionales, el contrato puede ser con cualquier equipo fuera de la NBA en cualquier país.

La ciudadanía no es un criterio para determinar si un jugador es "internacional" en virtud de la CBA. Para un jugador que es "internacional" en virtud de la CBA, se debe cumplir con todos los siguientes criterios:
- Residentes fuera de los Estados Unidos durante al menos tres años en el momento del draft.
- No se ha instalado la elegibilidad de baloncesto en una escuela secundaria de los Estados Unidos.
- Nunca se matriculó en un colegio o universidad de los Estados Unidos.

Además de todos los jugadores de la universidad que terminaron su elegibilidad universitaria y todos los jugadores "internacionales" que nacieron antes del 31 de diciembre de 1992, los siguientes jugadores también serían elegibles para la selección en el draft de la NBA 2014:
| - Thanasis Antetokounmpo – A, Delaware 87ers (D-League) - Aquille Carr – B, Delaware 87ers (D-League) - Amedeo Della Valle – E, Grissin Bon Reggio Emilia (Italia) - P. J. Hairston – E/A, Texas Legends (D-League) | - Sidiki Johnson – AP/P, VOO Wolves Verviers-Pepinster (Bélgica) - Boubacar Moungoro – A, Baloncesto Fuenlabrada (España) - Ioannis Papapetrou – A, Olympiacos Piraeus (Grecia) - Norvel Pelle – P, Delaware 87ers (D-League) |

### Jugadores notables que declinaron su entrada para el draft
Varios jugadores analizados como potenciales participantes en el draft de 2014 decidieron renunciar al draft y continuar su carrera en la NCAA son: Willie Cauley-Stein, Montrezl Harrell, Caris LeVert, Chris Walker, Rondae Hollis-Jefferson, Sam Dekker, Frank Kaminsky, Wayne Selden, Delon Wright, Dakari Johnson, Alex Poythress, Bobby Portis, Ron Baker, Jordan Mickey, Jarell Martin, Jabari Bird, Branden Dawson, Jerian Grant, A. J. Hammons, Brice Johnson, R. J. Hunter, LeBryan Nash, Juwan Staten, Kaleb Tarczewski, y los gemelos Andrew Harrison y Aaron Harrison. Además, Kristaps Porziņģis, del CB Sevilla, se retiró poco antes del draft, mientras que el croata Mario Hezonja rechazó entrar al draft.

## Lotería del draft
Las primeras 14 selecciones del draft pertenecen a los equipos que no alcanzaron los playoffs; el orden fue determinado a través de una lotería. La lotería determinó los tres equipos que obtuvieron las tres primeras selecciones en el draft. El resto de selecciones de primera ronda y las selecciones de segunda ronda fueron asignados a los equipos en orden inverso a su récord de victorias y derrotas en la temporada anterior. Como es común en caso de que los récords idénticos de victorias y derrotas, la NBA realizó un sorteo aleatorio para romper los empates el 18 de abril de 2014.
La lotería se celebró el 20 de mayo de 2014 en el estudio de televisión de Times Square Studios en Nueva York. Los Cleveland Cavaliers quienes tenía el peor noveno récord, ganaron la lotería con solo la oportunidad de 1.7% para ganar la primera selección. Fue el segunda año consecutiva que los Cavaliers ganaron la lotería, así como su tercera vez en cuatro años. También empató el ascenso de los Chicago Bulls en el Draft de la NBA de 2008 para la segunda probabilidad más altas de un equipo que pudieron subir a la primera selección. Los Milwaukee Bucks, quienes tuvieron el peor récord y la mayor probabilidad de ganar la lotería con un 25%, obtuvieron la segunda selección. La lotería completo con los Philadelphia 76ers, quienes obtuvieron el segundo peor récord, ganaron la tercera selección.
A continuación las posibilidades de cada equipo para obtener selecciones específicas en la lotería del draft, redondeado a tres decimales:
| ^ | Indica los resultados de la lotería actuales |

| Equipo                 | Récord 2013-14 | Oport. | Probabilidades de lotería | Probabilidades de lotería | Probabilidades de lotería | Probabilidades de lotería | Probabilidades de lotería | Probabilidades de lotería | Probabilidades de lotería | Probabilidades de lotería | Probabilidades de lotería | Probabilidades de lotería | Probabilidades de lotería | Probabilidades de lotería | Probabilidades de lotería | Probabilidades de lotería |
| Equipo                 | Récord 2013-14 | Oport. | 1.º                       | 2.º                       | 3.º                       | 4.º                       | 5.º                       | 6.º                       | 7.º                       | 8.º                       | 9.º                       | 10.º                      | 11.º                      | 12.º                      | 13.º                      | 14.º                      |
| ---------------------- | -------------- | ------ | ------------------------- | ------------------------- | ------------------------- | ------------------------- | ------------------------- | ------------------------- | ------------------------- | ------------------------- | ------------------------- | ------------------------- | ------------------------- | ------------------------- | ------------------------- | ------------------------- |
| Milwaukee Bucks        | 15–67          | 250    | .250                      | .215^                     | .177                      | .358                      | —                         | —                         | —                         | —                         | —                         | —                         | —                         | —                         | —                         | —                         |
| Philadelphia 76ers     | 19–63          | 199    | .199                      | .188                      | .171^                     | .319                      | .124                      | —                         | —                         | —                         | —                         | —                         | —                         | —                         | —                         | —                         |
| Orlando Magic          | 23–59          | 156    | .156                      | .157                      | .156                      | .225^                     | .265                      | .041                      | —                         | —                         | —                         | —                         | —                         | —                         | —                         | —                         |
| Utah Jazz              | 25–57          | 104    | .104                      | .112                      | .121                      | .099                      | .373^                     | .177                      | .014                      | —                         | —                         | —                         | —                         | —                         | —                         | —                         |
| Boston Celtics         | 25–57          | 103    | .103                      | .111                      | .120                      | —                         | .238                      | .342^                     | .082                      | .004                      | —                         | —                         | —                         | —                         | —                         | —                         |
| Los Angeles Lakers     | 27–55          | 63     | .063                      | .071                      | .081                      | —                         | —                         | .440                      | .304^                     | .040                      | .001                      | —                         | —                         | —                         | —                         | —                         |
| Sacramento Kings       | 28–54          | 43     | .043                      | .049                      | .058                      | —                         | —                         | —                         | .600                      | .232^                     | .018                      | .000                      | —                         | —                         | —                         | —                         |
| Detroit Pistons        | 29–53          | 28     | .028                      | .033                      | .039                      | —                         | —                         | —                         | —                         | .725                      | .168^                     | .008                      | .000                      | —                         | —                         | —                         |
| Cleveland Cavaliers    | 33–49          | 17     | .017^                     | .020                      | .024                      | —                         | —                         | —                         | —                         | —                         | .813                      | .122                      | .004                      | .000                      | —                         | —                         |
| New Orleans Pelicans   | 34–48          | 11     | .011                      | .013                      | .016                      | —                         | —                         | —                         | —                         | —                         | —                         | .870^                     | .089                      | .002                      | .000                      | —                         |
| Denver Nuggets         | 36–46          | 8      | .008                      | .009                      | .012                      | —                         | —                         | —                         | —                         | —                         | —                         | —                         | .907^                     | .063                      | .001                      | .000                      |
| New York Knicks        | 37–45          | 7      | .007                      | .008                      | .010                      | —                         | —                         | —                         | —                         | —                         | —                         | —                         | —                         | .935^                     | .039                      | .000                      |
| Minnesota Timberwolves | 40–42          | 6      | .006                      | .007                      | .009                      | —                         | —                         | —                         | —                         | —                         | —                         | —                         | —                         | —                         | .960^                     | .018                      |
| Phoenix Suns           | 48–34          | 5      | .005                      | .006                      | .007                      | —                         | —                         | —                         | —                         | —                         | —                         | —                         | —                         | —                         | —                         | .982^                     |

1. ↑  Los Charlotte Hornets adquirieron la selección de los Detroit Pistons, al situarse fuera del margen de los ocho primeros.
2. ↑  Los Philadelphia 76ers adquirieron la selección de New Orleans Pelicans, al situarse fuera del margen de los cinco primeros.
3. ↑  Los Orlando Magic adquirieron la menor selección entre el pick de los Denver Nuggets a el pick nº 12 de los New York Knicks.

## Ceremonia del draft
En la primera ronda del draft, cada equipo dispuso de 5 minutos para decidir qué jugador seleccionar. Durante los cinco minutos, el equipo también puede proponer un intercambio con otro equipo antes de hacer su selección final. El comisionado de la NBA luego de anunciar la selección y el jugador, el jugador con una gorra deportiva con el logo del equipo, se acerca al escenario para ser felicitado y presentado a la audiencia. En la segunda ronda, cada equipo dispuso de 2 minutos para hacer sus selecciones, mientras que el subcomisionado asume el papel del comisionado.
La NBA invita anualmente a alrededor de 10 a 15 jugadores a sentarse en la llamada "sala verde" (en inglés: green room), una sala especial reservada en el sitio del draft para los jugadores invitados, además sus familias y agentes. Cuando se les llama con sus nombres, el jugador abandona la sala y sube hasta el escenario. Otros jugadores que no son invitados, se les permite asistir a la ceremonia, se sientan en las gradas juntos a los aficionados y pueden subir al escenario cuando son seleccionados. Este año, sin embargo, la liga decidió invitar a un gran total de 21 jugadores a la sala verde. Los 20 jugadores invitados que asistieron al draft fueron Tyler Ennis, Dante Exum, Aaron Gordon, Gary Harris, Rodney Hood, Zach LaVine, Doug McDermott, Shabazz Napier, Jusuf Nurkić, Jabari Parker, Adreian Payne, Elfrid Payton, Julius Randle, Dario Šarić, Marcus Smart, Nik Stauskas, Noah Vonleh, T. J. Warren, Andrew Wiggins y James Young. Joel Embiid fue invitado, pero no pudo asistir al draft debido a una lesión sufrida antes del draft y su posterior cirugía que le impidió viajar a Nueva York. De los 21 jugadores invitados, 19 fueron seleccionados en las mejores 19 selecciones. Los otros dos, Hood y Napier, fueron seleccionados en el puesto 23 y 24 respectivamente.
Además de lo anterior, el exjugador de Baylor Isaiah Austin, que había declarado su elegibilidad para el draft, pero se vio forzado a poner fin a su carrera como jugador después de ser diagnosticado con Síndrome de Marfan en un examen físico para el draft, fue invitado a asistir como invitado especial del comisionado Adam Silver. Durante el draft, fue ceremonialmente seleccionado por la liga entre el puesto 15 y el 16, Austin subió al escenario luciendo una gorra genérica de la NBA.

## Jugadores notables no seleccionados
Estos jugadores no fueron seleccionados en el draft, pero han jugado al menos un partido en la NBA.
| Jugador              | Pos. | Nacionalidad   | Universidad / Club        |
| -------------------- | ---- | -------------- | ------------------------- |
| Keith Appling        | B    | Estados Unidos | Michigan State (Sr.)      |
| Jerrelle Benimon     | AP   | Estados Unidos | Towson (Sr.)              |
| Sim Bhullar          | P    | Canadá         | New Mexico State (So.)    |
| Tarik Black          | AP   | Estados Unidos | Kansas (Sr.)              |
| Jabari Brown         | E    | Estados Unidos | Misuri (Sr.)              |
| Coty Clarke          | E    | Estados Unidos | Arkansas Razorbacks (Sr.) |
| Bryce Cotton         | B    | Estados Unidos | Providence (Sr.)          |
| Andre Dawkins        | E    | Estados Unidos | Duke (Sr.)                |
| Jarell Eddie         | A    | Estados Unidos | Virginia Tech (Sr.)       |
| Tim Frazier          | B    | Estados Unidos | Penn State (Sr.)          |
| Langston Galloway    | B    | Estados Unidos | Saint Joseph's (Sr.)      |
| Tyler Johnson        | E    | Estados Unidos | Fresno State (Sr.)        |
| Sean Kilpatrick      | E    | Estados Unidos | Cincinnati (Sr.)          |
| Alex Kirk            | P    | Estados Unidos | New Mexico (Sr.)          |
| James Michael McAdoo | AP   | Estados Unidos | North Carolina (Jr.)      |
| Eric Moreland        | AP/P | Estados Unidos | Oregon State (Sr.)        |
| Xavier Munford       | B    | Estados Unidos | Rhode Island (Sr.)        |
| JaKarr Sampson       | AP   | Estados Unidos | St. John's (So.)          |
| David Stockton       | B    | Estados Unidos | Gonzaga (Sr.)             |
| Axel Toupane         | E/A  | Francia        | Strasbourg IG (Francia)   |
| David Wear           | AP   | Estados Unidos | UCLA (Sr.)                |
| Travis Wear          | A    | Estados Unidos | UCLA (Sr.)                |
| Shayne Whittington   | AP/P | Estados Unidos | Western Michigan (Sr.)    |

## Traspasos que involucran selecciones del draft

### Traspasos antes del draft
| Pick | Equipo original        | Traspasos previos al draft | Equipo del draft       |
| ---- | ---------------------- | --- | ---------------------- |
| 9    | Detroit Pistons        | Debido a que la selección cayó fuera del rango 1-8, la selección de Detroit, la número 9 en general, es propiedad de Charlotte, que recibió la selección como parte de un canje que envió a Ben Gordon a Charlotte. | Charlotte Hornets      |
| 10   | New Orleans Pelicans   | Debido a que la selección cayó fuera del rango 1-5, la selección de New Orleans, la número 10 en general, es propiedad de Philadelphia, que recibió los derechos para la selección como parte de un canje que envió a Jrue Holiday a New Orleans a cambio de los derechos de Nerlens Noel y la selección. | Philadelphia 76ers     |
| 12   | New York Knicks        | Orlando posee el pick de Nueva York, el número 12 en general. Orlando controla los derechos a la menor selección entre New York Knicks y Denver. Estas selecciones intercambiaron manos como parte de las dos operaciones separadas: un traspaso envió a Carmelo Anthony a los Knicks, y el otro envió Dwight Howard a los Lakers y Andre Iguodala a los Nuggets.                                                                                 | Orlando Magic          |
| 16   | Charlotte Hornets      | Chicago posee la selección de Charlotte, la número 16 en general. Chicago recibió los derechos condicionales a la selección como parte de un canje que envió a Tyrus Thomas a Charlotte en 2010. | Chicago Bulls          |
| 17   | Brooklyn Nets          | Boston posee la selección de Brooklyn, la número 17 en general, como parte del canje que envió a Kevin Garnett, Paul Pierce y Jason Terry a los Nets. | Boston Celtics         |
| 18   | Washington Wizards     | Phoenix posee la selección de Washington, la número 18 en general. Phoenix recibió los derechos condicionales a la selección como parte de un canje que envió a Marcin Gortat a Washington. | Phoenix Suns           |
| 21   | Dallas Mavericks       | Oklahoma City posee la selección número 21 del draft de Dallas. Dallas había negociado originalmente la selección con Lakers por Lamar Odom; los Lakers cambiaron la selección a Houston, que a su vez traspasado el pick a Oklahoma City como parte del canje de James Harden. | Oklahoma City Thunder  |
| 23   | Golden State Warriors  | Utah posee la selección de Golden State, la número 23 en general, como parte de un canje que envió contratos a expirar a Utah en 2013; el traspaso crea espacio en el tope salarial de Golden State que a su vez utilizó para firmar Andre Iguodala. | Utah Jazz              |
| 24   | Portland Trail Blazers | Charlotte posee la selección número 24 del draft de Portland como parte de un canje que envió a Gerald Wallace a Portland. | Charlotte Hornets      |
| 27   | Indiana Pacers         | Phoenix posee la selección número 27 del draft de Indiana como parte de un canje que envió a Luis Scola a los Pacers. | Phoenix Suns           |
| 33   | Orlando Magic          | Cleveland posee la selección número 33 de Orlando como parte de un canje que envió selecciones de segunda ronda para el 2013 y el 2014 a Cleveland, a cambio de Justin Harper. | Cleveland Cavaliers    |
| 34   | Boston Celtics         | New York Knicks posee la selección número 34 de Boston, Boston originalmente negociaron la selección con Dallas en un canje que envió los derechos del draft de Lucas Nogueira y dos selecciones de segunda ronda (una de ellas pertenecía a Brooklyn) a Dallas, y los derechos del draft de Kelly Olynyk a Boston, poco antes del draft Dallas envió la selección a Nueva York en un canje que envió a Tyson Chandler y Raymond Felton a Dallas. | New York Knicks        |
| 36   | Los Angeles Lakers     | Milwaukee posee la selección número 36 de Los Lakers, Los Lakers originalmente negociaron la selección con Phoenix por Steve Nash; Phoenix envió la selección a Minnesota en un canje de tres bandas que involucró a New Orleans; Minnesota envió la selección a Milwaukee como parte de un canje de tres equipo que involucró a Oklahoma City, Milwaukee recibió a Luke Ridnour y la selección de Los Lakers.                                    | Milwaukee Bucks        |
| 37   | Sacramento Kings       | Toronto posee la selección número 37 de Sacramento como parte de un canje que envió a James Johnson a Sacramento. | Toronto Raptors        |
| 39   | Cleveland Cavaliers    | Philadelphia posee la selección número 39 de Cleveland como parte de un canje que envió a Spencer Hawes a Cleveland a cambio de Earl Clark, Henry Sims y dos selecciones de segunda ronda (una de ellas de Memphis). | Philadelphia 76ers     |
| 40   | New Orleans Pelicans   | Minnesota posee la selección número 40 de New Orleans como parte de un canje que envió a Bobby Brown y Darius Songaila a New Orleans a cambio de la selección y Antonio Daniels. | Minnesota Timberwolves |
| 42   | New York Knicks        | Houston posee la selección número 42 de New York Knicks como parte de un canje que envió a Marcus Camby a los Knicks. | Houston Rockets        |
| 44   | Minnesota Timberwolves | Minnesota controla su propia selección. Minnesota envió la selección a Miami como parte de un canje que envió a Michael Beasley a los Timberwolves, luego Minnesota re-adquirió su pick al enviar a Norris Cole a Miami. | Minnesota Timberwolves |
| 47   | Brooklyn Nets          | Philadelphia posee la selección número 47 de Brooklyn, originalmente New Jersey (ahora Brooklyn) negoció la selección con Boston como parte de un canje que envió los derechos de MarShon Brooks a los Nets, Boston envió la selección a Dallas como parte de un canje que envió los derechos de Kelly Olynyk a Boston, y finalmente Dallas envió el pick a Philadelphia como parte de un canje que envió los derechos de Ricky Ledo a Dallas.    | Philadelphia 76ers     |
| 48   | Toronto Raptors        | Milwaukee posee la selección número 48 de Toronto, originalmente Toronto negoció la selección con Phoenix como parte de un canje que envió a Sebastian Telfair a Toronto; Phoenix envió la selección a Milwaukee como parte de un canje de tres bandas que involucró a Los Angeles Clippers, Milwaukee recibió la selección de Toronto y una futura selección de segunda ronda 2015 de los Clippers.                                              | Milwaukee Bucks        |
| 51   | Dallas Mavericks       | New York Knicks posee la selección número 51 de Dallas como parte de un canje que envió a Tyson Chandler y Raymond Felton a Dallas a cambio de Jose Calderón, Wayne Ellington, Shane Larkin, Samuel Dalembert y la selección número 34 y la 51 del draft. | New York Knicks        |
| 52   | Memphis Grizzlies      | Philadelphia posee la selección número 52 de Memphis, originalmente Memphis negoció la selección con Cleveland en un canje que envió a D. J. Kennedy a Memphis a cambio de Jeremy Pargo, la selección del draft y dinero considerado; Cleveland envió la selección a Philadelphia como parte de un canje que envió a Spencer Hawes a Cleveland.                                                                                                   | Philadelphia 76ers     |
| 53   | Golden State Warriors  | Minnesota posee la selección número 53 de Golden State como parte de un canje que envió a Malcolm Lee y los derechos de Andre Roberson a Golden State. | Minnesota Timberwolves |
| 54   | Houston Rockets        | Philadelphia posee la selección número 54 de Houston, originalmente Houston negoció la selección con Milwaukee como parte de un canje que envió a Samuel Dalembert a Milwaukee; Milwaukee envió la selección a Philadelphia en un canje que envió los derechos de Ricky Ledo y la selección a Philadelphia a cambio de los derechos de Nate Wolters.                                                                                              | Philadelphia 76ers     |
| 56   | Portland Trail Blazers | Denver posee la selección número 56 de Portland como parte de un canje de tres equipos que involucró a Dallas que envió a Andre Miller, los derechos de Jordan Hamilton y la selección a Denver, Portland recibió a Raymond Felton y los derechos de Tanguy Ngombo y Dallas recibió a Rudy Fernández y los derechos de Petteri Koponen. | Denver Nuggets         |
| 58   | Los Angeles Clippers   | San Antonio posee la selección número 58 de Los Angeles Clippers, originalmente los Clippers negociaron la selección con New Orleans como parte de un canje que envió a Bobby Brown a los Clippers; New Orleans envió la selección a San Antonio como parte de un canje que envió a Curtis Jerrells a New Orleans. | San Antonio Spurs      |
| 59   | Oklahoma City Thunder  | Toronto posee la selección número 59 de Oklahoma City, originalmente Oklahoma City negoció la selección con New York Knicks como parte de un canje que envió a Ronnie Brewer a Oklahoma City; New York envió la selección a Toronto como parte de un canje que envió a Andrea Bargnani. | Toronto Raptors        |

### Traspasos del día del draft
| A Denver Nuggets - Arron Afflalo | A Orlando Magic - Evan Fournier - Los derechos de la selección 54 del draft Roy Devyn Marble                                                                            | [ 51 ] |
| A New York Knicks - Los derechos de la selección 57 del draft Louis Labeyrie | A Indiana Pacers - Consideraciones en efectivo | [ 52 ] |
| A Los Angeles Lakers - Los derechos de la selección 46 del draft Jordan Clarkson | A Washington Wizards - Consideraciones en efectivo | [ 52 ] |
| A Atlanta Hawks - Los derechos de la selección 48 del draft Lamar Patterson | A Milwaukee Bucks - Una selección de segunda ronda 2015 | [ 52 ] |
| A Memphis Grizzlies - Los derechos de la selección 35 del draft Jarnell Stokes | A Utah Jazz - Una selección de segunda ronda 2015 | [ 52 ] |
| A Philadelphia 76ers - Los derechos de la selección 12 del draft Dario Šarić - Una selección de segunda ronda 2015 - Una futura selección de primera ronda                                                                                           | A Orlando Magic - Los derechos de la selección 10 del draft Elfrid Payton                                                                                               | [ 52 ] |
| A Chicago Bulls - Los derechos de la selección 11 del draft Doug McDermott - Anthony Randolph | A Denver Nuggets - Los derechos de la selección 16 del draft Jusuf Nurkić - Los derechos de la selección 19 del draft Gary Harris - Una selección de segunda ronda 2015 | [ 52 ] |
| A San Antonio Spurs - Los derechos de la selección 54 del draft Nemanja Dangubić | A Philadelphia 76ers - Los derechos de la selección 58 del draft Jordan McRae - Los derechos de la selección 60 del draft Cory Jefferson                                | [ 52 ] |
| A Oklahoma City Thunder - Los derechos de la selección 55 del draft Semaj Christon | A Charlotte Hornets - Consideraciones en efectivo | [ 52 ] |
| A Charlotte Hornets - Los derechos de la selección 26 del draft P. J. Hairston - Los derechos de la selección 55 del draft Semaj Christon - Una selección de segunda ronda 2019 - Consideraciones en efectivo                                        | A Miami Heat - Los derechos de la selección 24 del draft Shabazz Napier                                                                                                 | [ 52 ] |
| Traspaso entre cuatro equipos | Traspaso entre cuatro equipos | [ 52 ] |
| A Brooklyn Nets - Los derechos de la selección 44 del draft Markel Brown (desde Minnesota) - Los derechos de la selección 59 del draft Xavier Thames (desde Toronto) - Los derechos de la selección 60 del draft Cory Jefferson (desde Philadelphia) | A Minnesota Timberwolves - Consideraciones en efectivo (desde Brooklyn)                                                                                                 | [ 52 ] |
| A Toronto Raptors - Consideraciones en efectivo (desde Brooklyn) | A Philadelphia 76ers - Consideraciones en efectivo (desde Brooklyn) | [ 52 ] |